# Swadlincote
Swadlincote est une ville dans le Derbyshire en Angleterre, située à 17,3 kilomètres de Derby. Sa population est de 39 322 habitants (2001). Dans le Domesday Book de 1086, elle a été énumérée comme Sivardingescotes.

## Histoire
Le HMS Niger est parrainé par la communauté civile de Swadlincote pendant la campagne nationale du Warship Week (semaine des navires de guerre) en mars 1942. Il est un dragueur de mines de la classe Halcyon construit pour la Royal Navy dans les années 1930.

## Personnalités liées à la ville
- Helen Allingham (1848-1926), peintre d'aquarelle et illustratrice, y est née ;
- Carl Dickinson (1987-), footballeur, y est né.